# تلمبة امير أباد دو (نغار بردسير)
تلمبة امير أباد دو (بالإنجليزية: Tolombeh-ye Amirabad-e Do)‏ هي مستوطنة تقع في إيران في كرمان.